# Empurroterapia
"Empurroterapia"(neologismo de "empurrar" + "terapia") é um termo que se dá a uma prática, antiga no Brasil, irregular segundo a ANVISA, que consiste em vendedores oferecerem/indicar medicamentos similares(que contém um ou mais princípios ativos iguais ao do medicamento de referência) no lugar dos remédios de marca, ou dos genéricos, para ganhar comissão dos seus fabricantes. Geralmente não inclui indicação de correlatos, todavia pode ser considerada uma forma de gueuta.
"Empurroterapia" é um jargão de balcão de farmácia que segundo o livro Farmáfia: falcatruas nos balcões de farmácias (Silva Luiz, Ed. Imed - 1997) significa "a venda medicamentos em excessos ou desnecessários por balconistas ou farmacêuticos interessados unicamente em ganhar a bonificação paga pela farmácia".